# El Tambo (Santa Elena)
Con respecto a las localidades y divisiones administrativas en Ecuador, la comuna El Tambo pertenece a la parroquia Ancón, y está situada al sur de la ciudad de Santa Elena. La población es conocida por sus trabajadores especializados en albañilería y ebanistería, siendo ésta la más importante.